# Christian de Saxe-Eisenberg
Christian (6 janvier 1653, Gotha – 28 avril 1707, Eisenberg) est duc de Saxe-Eisenberg de 1675 à sa mort.

## Biographie
Cinquième fils d'Ernest Ier de Saxe-Gotha et d'Élisabeth-Sophie de Saxe-Altenbourg, il succède à son père conjointement avec ses six frères. Après cinq ans de gouvernance commune, ils décident de partager le domaine paternel, et Christian reçoit la région d'Eisenberg.
Le 13 février 1677, Christian épouse Christiane de Saxe-Mersebourg, fille de Christian Ier de Saxe-Mersebourg et de Christine de Schleswig-Holstein-Sonderbourg-Glücksbourg. Ils ont un enfant :
- Christiane (1679-1722), épouse en 1699 Philippe-Ernest de Schleswig-Holstein-Sonderbourg-Glücksbourg

Le 9 février 1681, Christian épouse en secondes noces Sophie-Marie de Hesse-Darmstadt, fille de Louis VI de Hesse-Darmstadt. Ils n'ont pas d'enfant.
Christian meurt sans héritier en 1707, et son héritage est l'objet d'une longue querelle entre ses frères survivants qui n'est tranchée qu'en 1735.